# Opération Dernière chance
L'opération Dernière chance (Operation: Last Chance) est une campagne internationale lancée en juillet 2002 par le Centre Simon-Wiesenthal et la fondation Targum Shlishi visant, selon le site dédié, à « aider les gouvernements à faire comparaître les criminels de guerre nazis devant la justice ». Dans ce but, l'opération Dernière chance accorde des compensations financières en échange d'informations facilitant les poursuites légales contre ces individus, qui peuvent être exilés ou en fuite,.
Au moment du lancement de l'opération, nombre des personnes recherchées, mais également nombre des témoins, allaient sur les dernières années de leur vie, d'où le nom donné à la campagne. Selon le site de l'opération, Operation: Last Chance a été lancée dans les pays suivants entre 2002 et 2005 :
- 2002 : début de l'opération en Lituanie, Estonie, Lettonie[5] ;

- 2003 : début de l'opération en Pologne, Roumanie, Autriche ;

- 2004 : début de l'opération en Croatie, Hongrie ;

- 2005 : début de l'opération en Allemagne.

Le 15 janvier 2008, la prime accordée en échange d'informations fut augmentée de 10 000 à 25 000 dollars.
Operation Last Chance est également le titre d'un livre d'Efraim Zuroff, directeur du Centre Simon-Wiesenthal, sur ce même sujet.